# Congonia spinifrons
Congonia spinifrons – gatunek kosarza z podrzędu Laniatores i rodziny Assamiidae. Jedyny znany przedstawiciel monotypowego rodzaju Congonia.

## Występowanie
Gatunek został wykazany z Zairu.